# Cecilia Renfors
Karin Cecilia Renfors, född 8 april 1961, är en svensk jurist och ämbetsman. Sedan 2019 är hon justitieråd i Högsta domstolen.
Cecilia Renfors avlade juristexamen vid Uppsala universitet 1986. Hon tjänstgjorde sedan som notarie. Hon blev assessor i Svea hovrätt 1992. Samma år anställdes hon vid Processrättsenheten i Justitiedepartementet, där hon var rättssakkunnig och senare utnämndes till kansliråd. Renfors tjänstgjorde 1999–2003 vid Enheten för processrätt och domstolsfrågor, som departementsråd och biträdande enhetschef. Hon var direktör och myndighetschef för Granskningsnämnden för radio och TV 2003–2007 och hovrättslagman i Svea hovrätt 2007–2013. och har även varit bland annat tillförordnad ordförande för Säkerhets- och integritetsskyddsnämnden från 12 november till 11 december 2009.
Cecilia Renfors valdes av riksdagen den 5 juni 2013 till justitieombudsman (från och med den 1 september 2013). Hon utnämndes den 20 december 2018 till justitieråd i Högsta domstolen. Hon tillträdde som justitieråd den 2 september 2019.
Cecilia Renfors har haft flera uppdrag som statlig utredare. Hon presenterade den 3 september 2007 utredningen Musik och film på Internet – hot eller möjlighet? (Ds 2007:29).